# Quinchao
Quinchao je obec, která se nachází na východní části chilského ostrova Quinchao a dalších ostrovech, které náleží k souostroví Chiloé. Obec leží v provincii Chiloé v regionu Los Lagos, asi 25 km východně od hlavního města provincie, Castra a 120 km jihozápadně od regionálního centra Puerto Montt. Obec obývá přibližně 8 100 obyvatel, většina z nich se soustřeďuje v největší vesnici Achao (sídlí v ní i obecní úřad), vesnice Quinchao je naopak tvořena jen několika domy okolo kostela. Kromě největšího ostrova Quinchao patří k obci dále ostrovy Quenac, Caguach, Meulín, Linlín, Llingua, Chaulinec, Apiao, Alao a Tequelín.
Mezi významné pamětihodnosti obce patří dřevěné kostely – v Achau, Quinchau a na ostrově Caguach se nacházejí dřevěné kostely zapsané na seznamu UNESCO, kromě toho na ostrovech stojí i další kostely a kaple. Kostel v Achau patří k vůbec nejstarším dochovaným kostelům na ostrově.
Quinchao je spojeno pravidelnou autobusovou dopravou po silnici W-59 s druhou obcí na ostrově, Curacem de Vélez. Autobusy dále pokračují přes krátký trajekt do města Dalcahue na ostrově Chiloé. Osu východní části ostrova tvoří silnice W-589, která vede až do osady Chequián na jižním cípu ostrova Quinchao. Ostatní ostrovy jsou se zbytkem obce propojeny lodní dopravou do přístavu v Achau.

## Fotogalerie

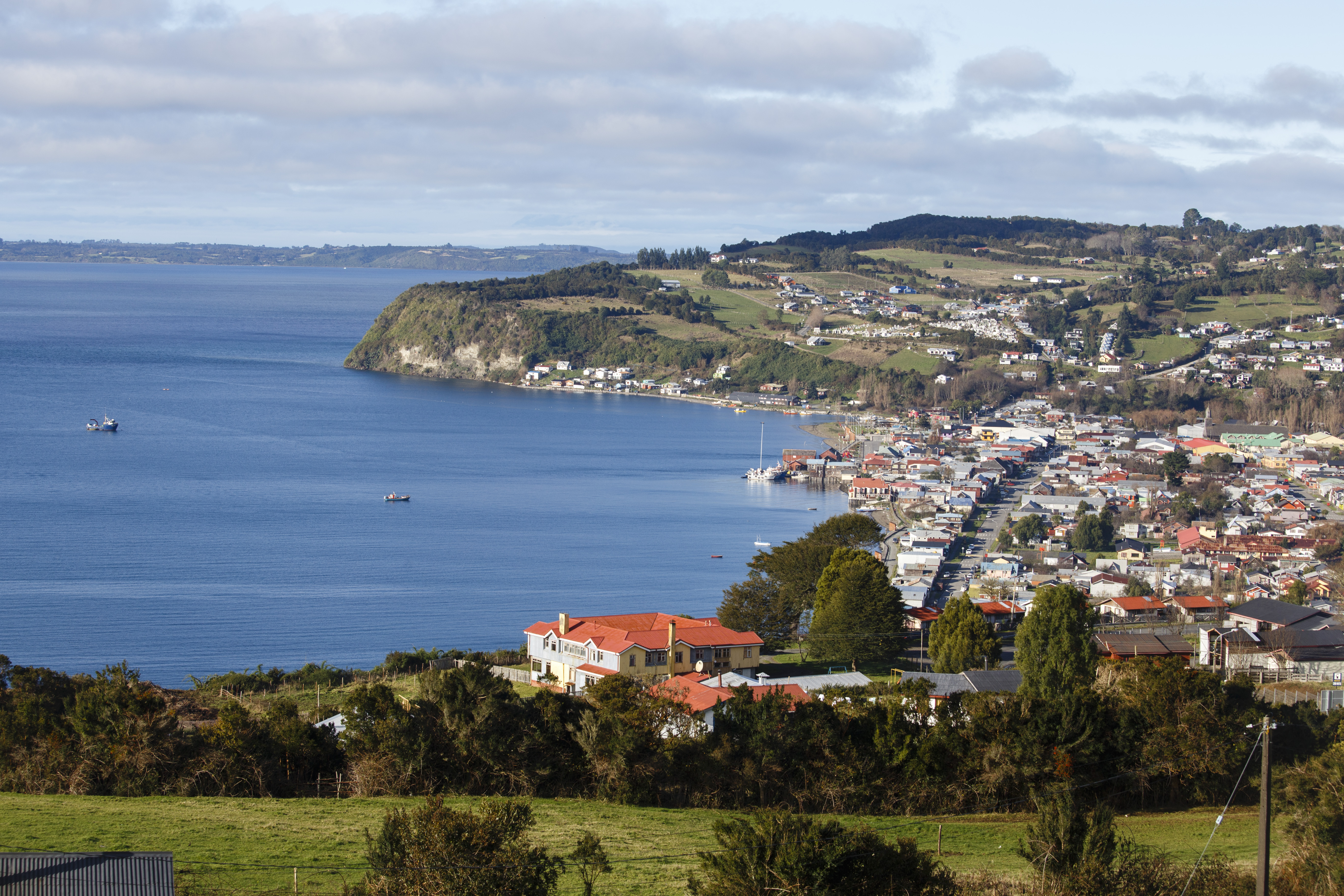
Pohled na Achao
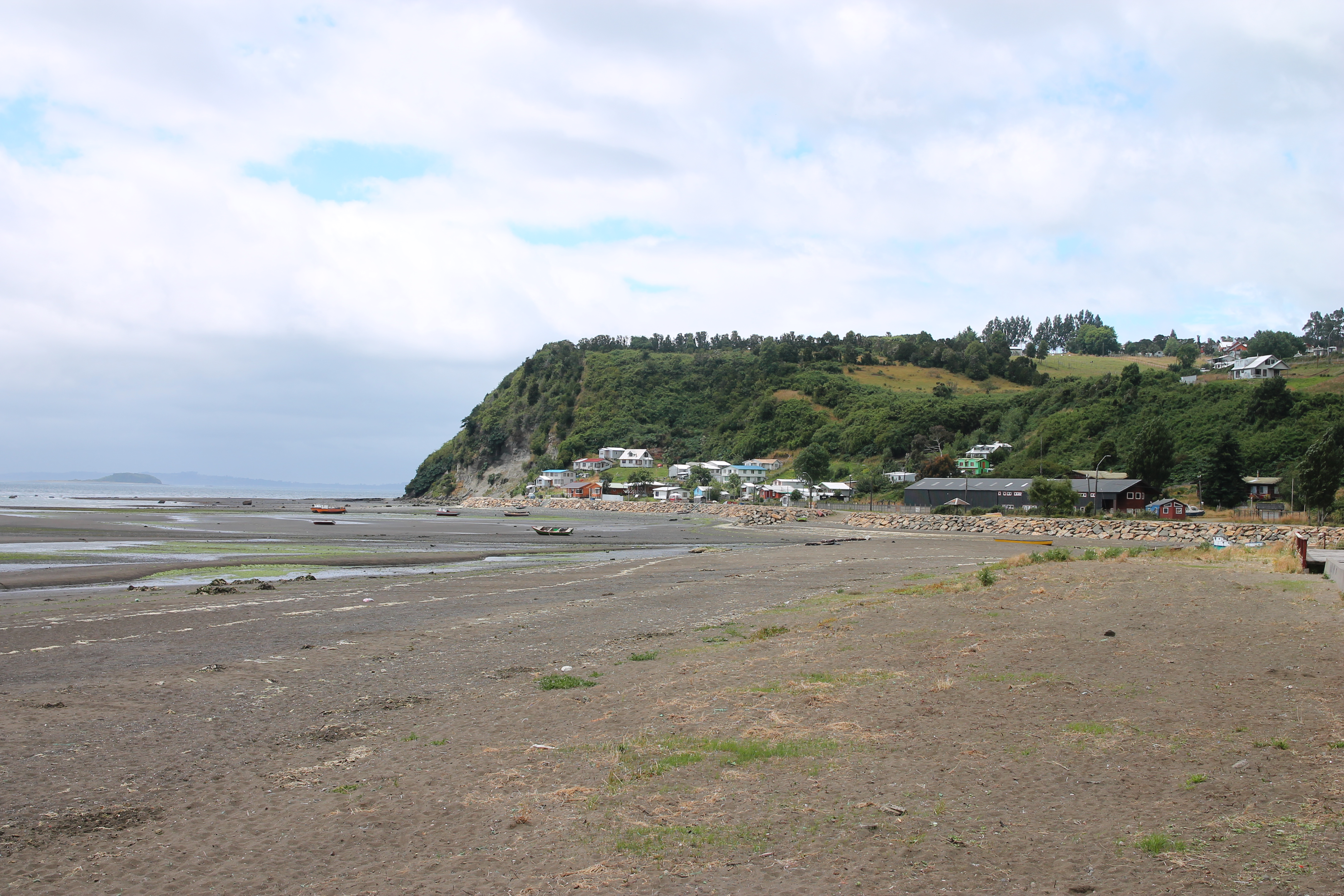
Pláž v Achau
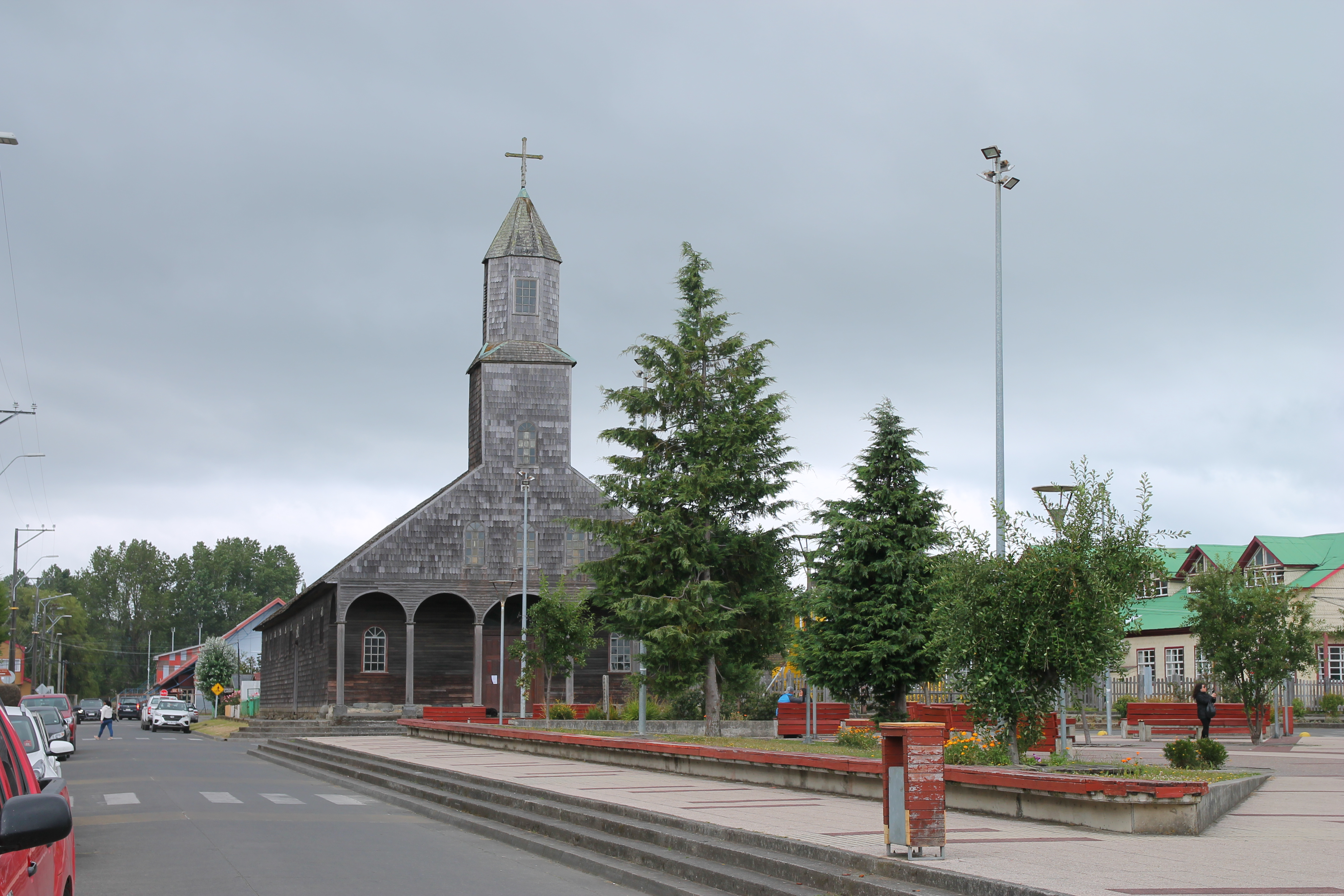
Náměstí s kostelem v Achau
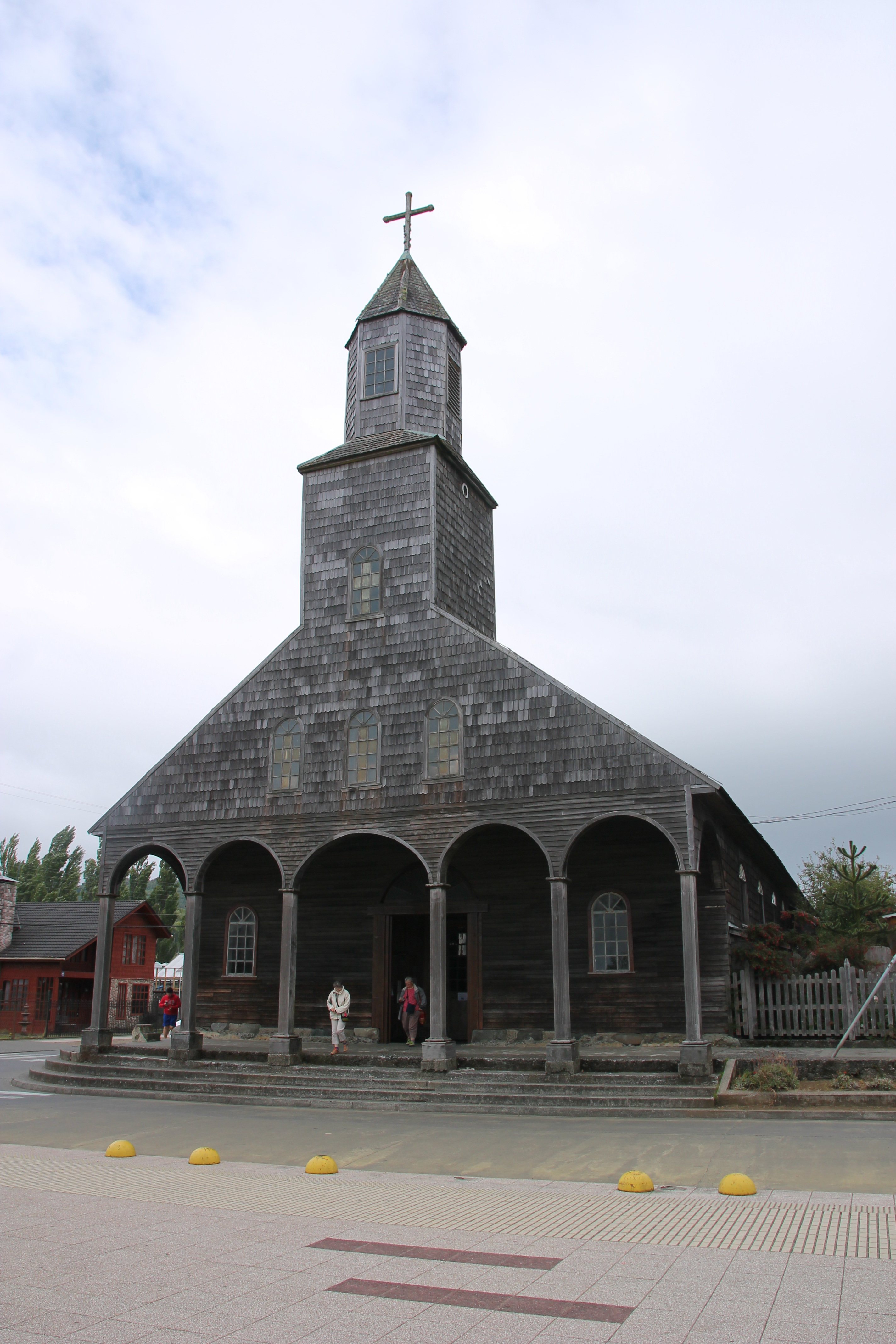
Kostel v Achau
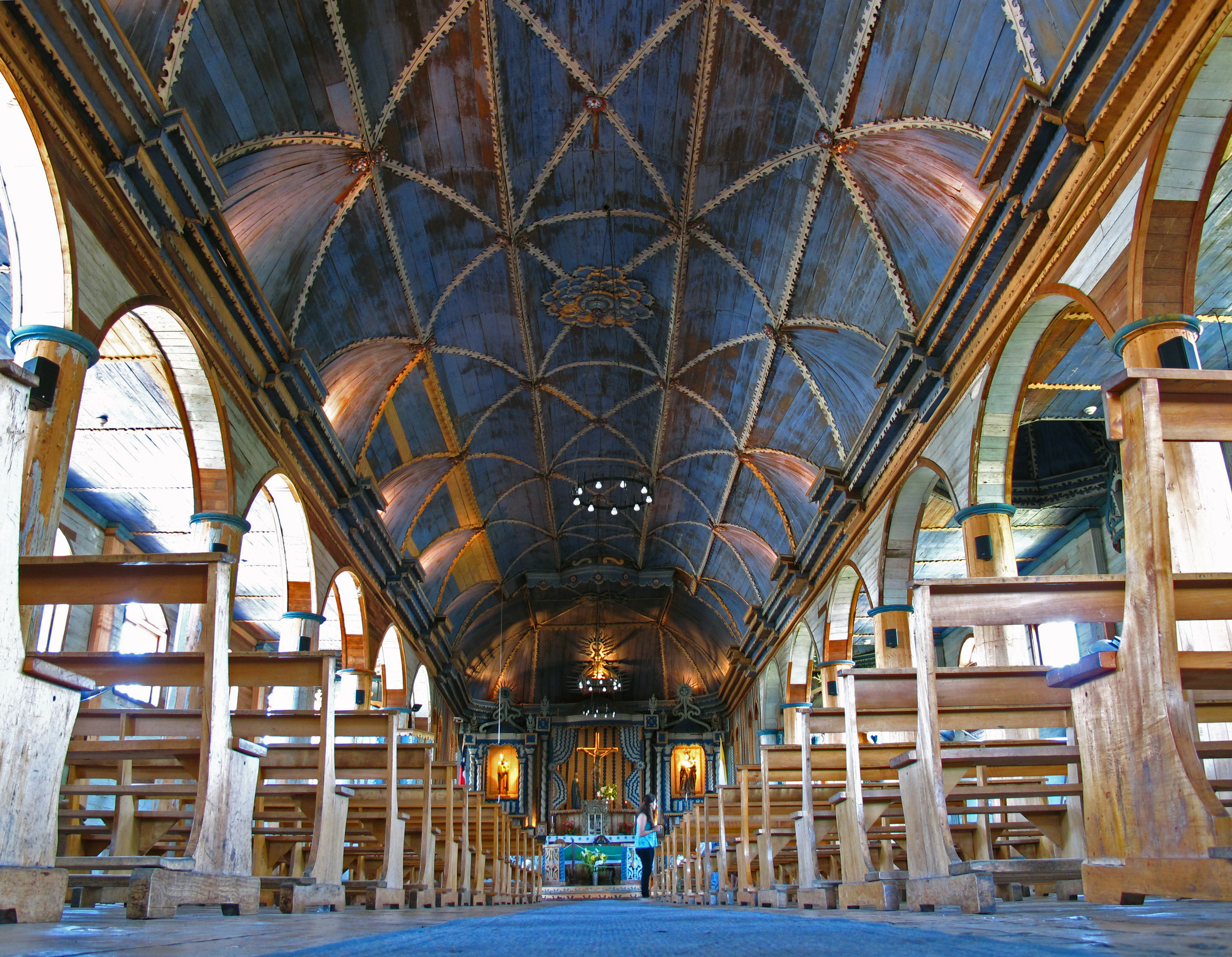
Interiér kostela v Achau
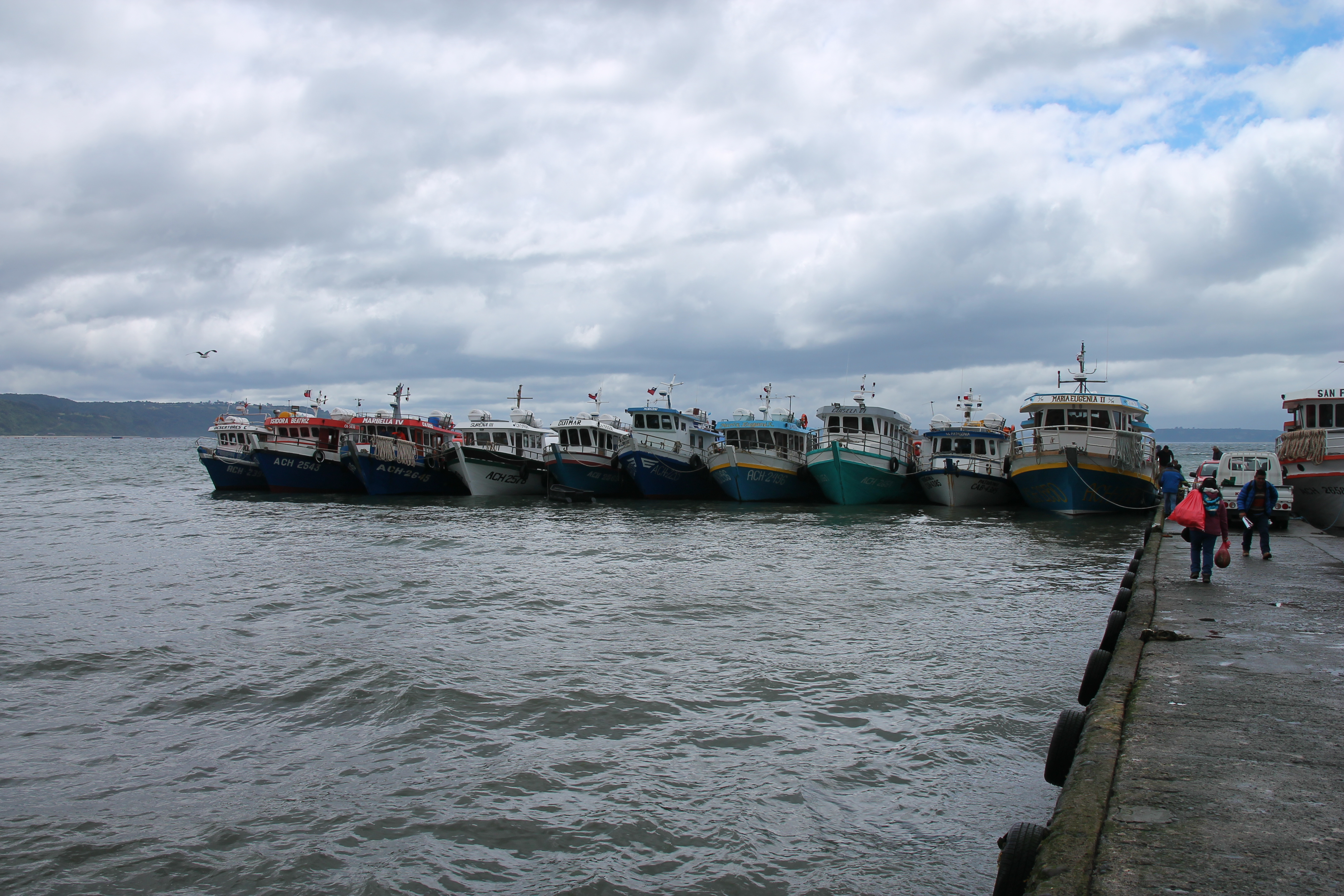
Lodě v přístavu Achao
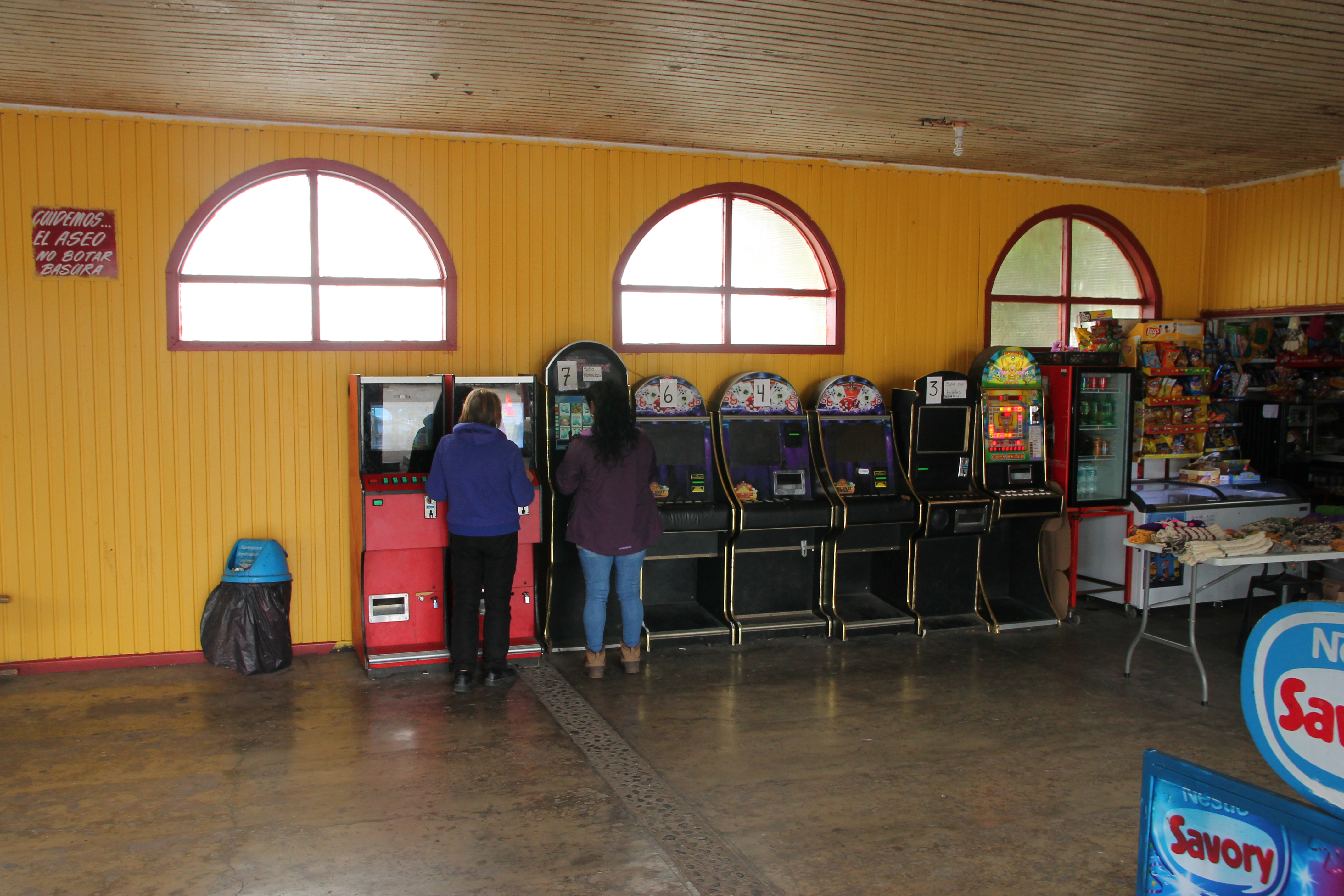
Hrací automaty v autobusové stanici Achao
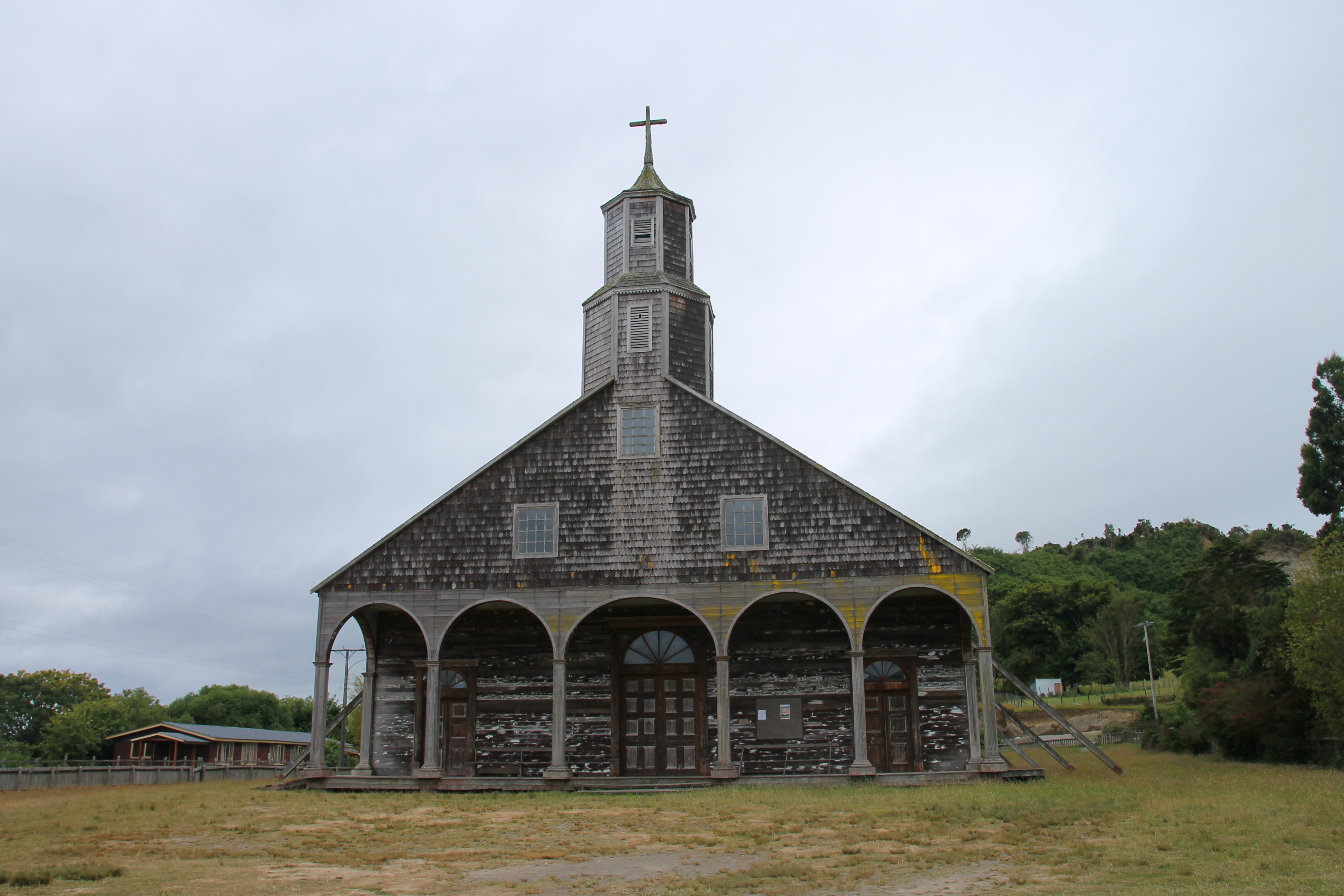
Kostel v Quinchau
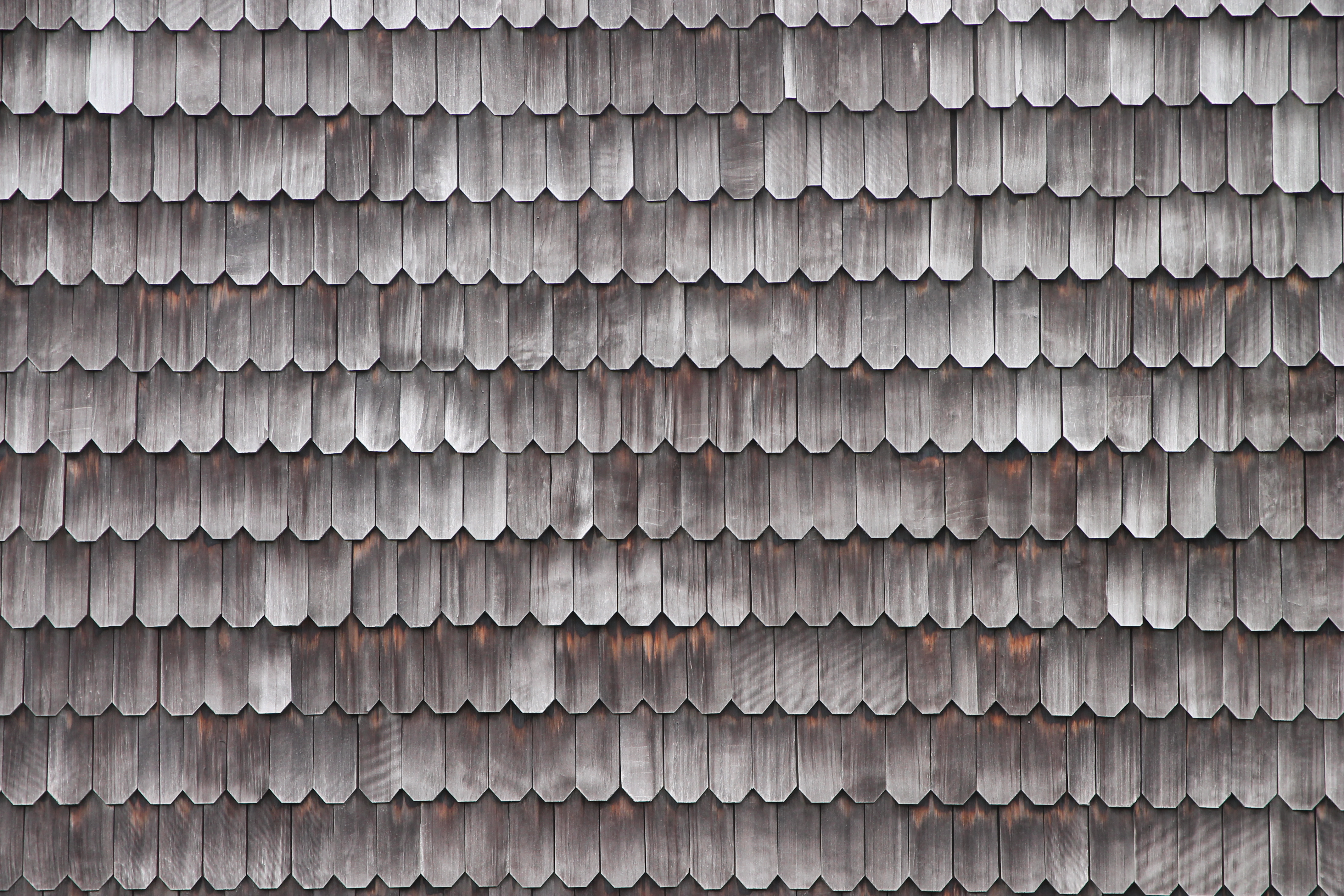
Detail pláště kostela v Quinchau
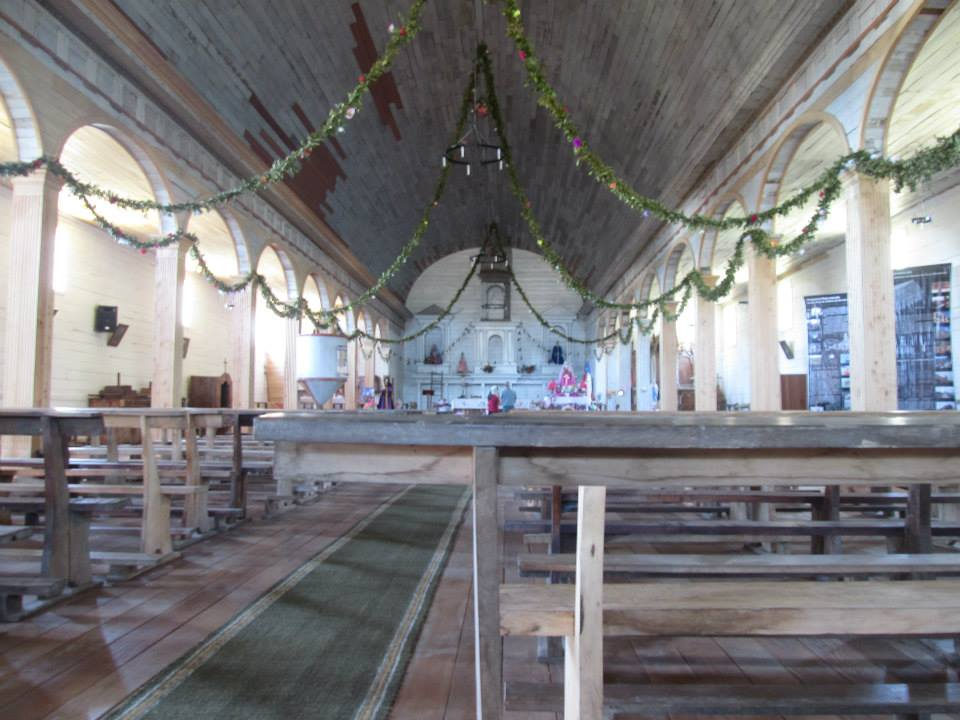
Interiér kostela v Quinchau
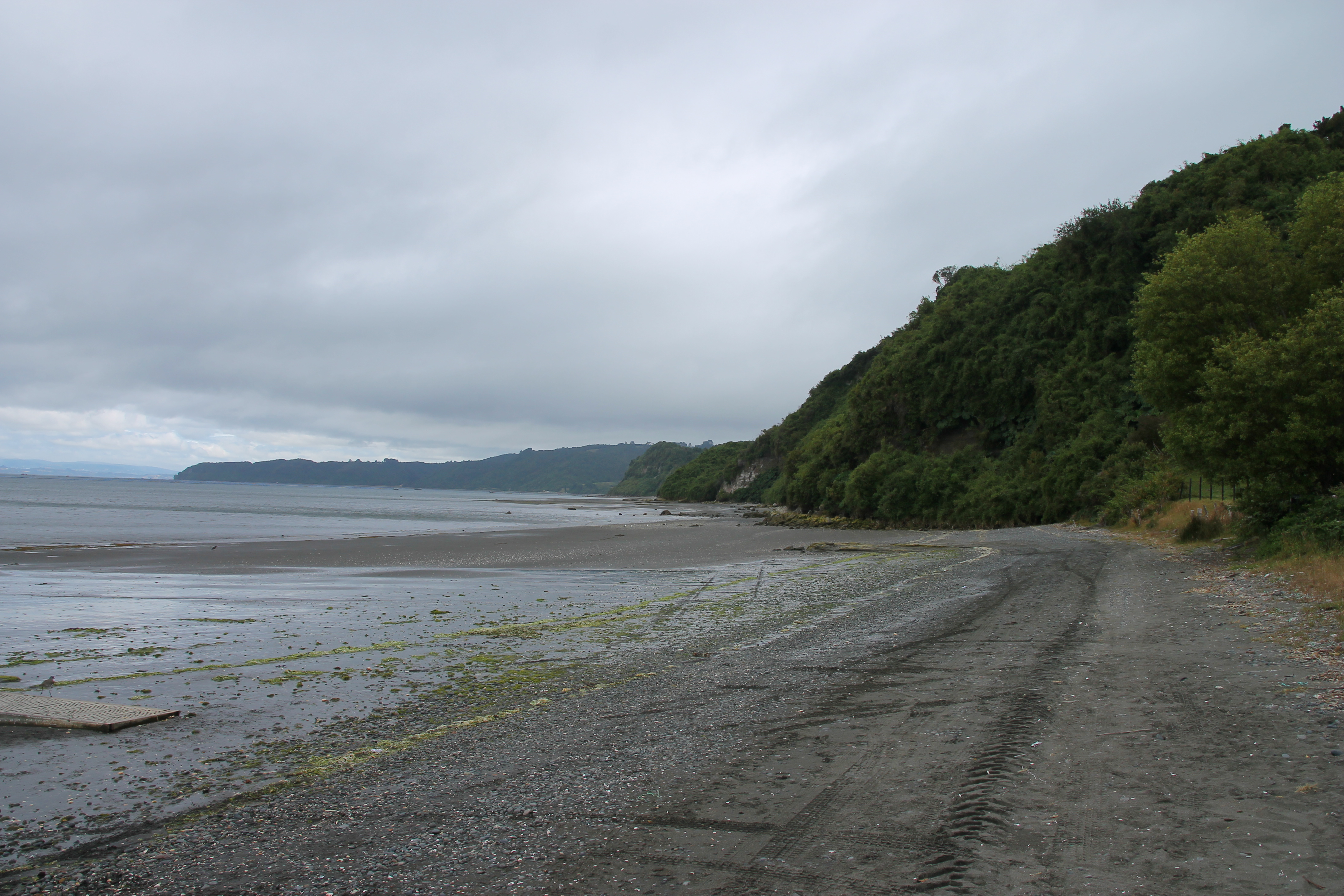
Zátoka v Quinchau
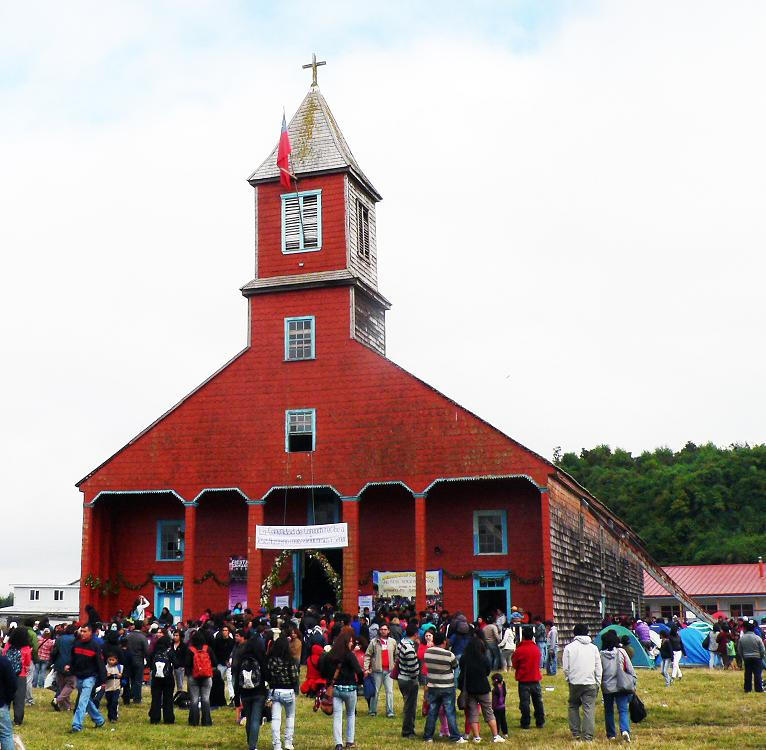
Kostel na ostrově Caguach
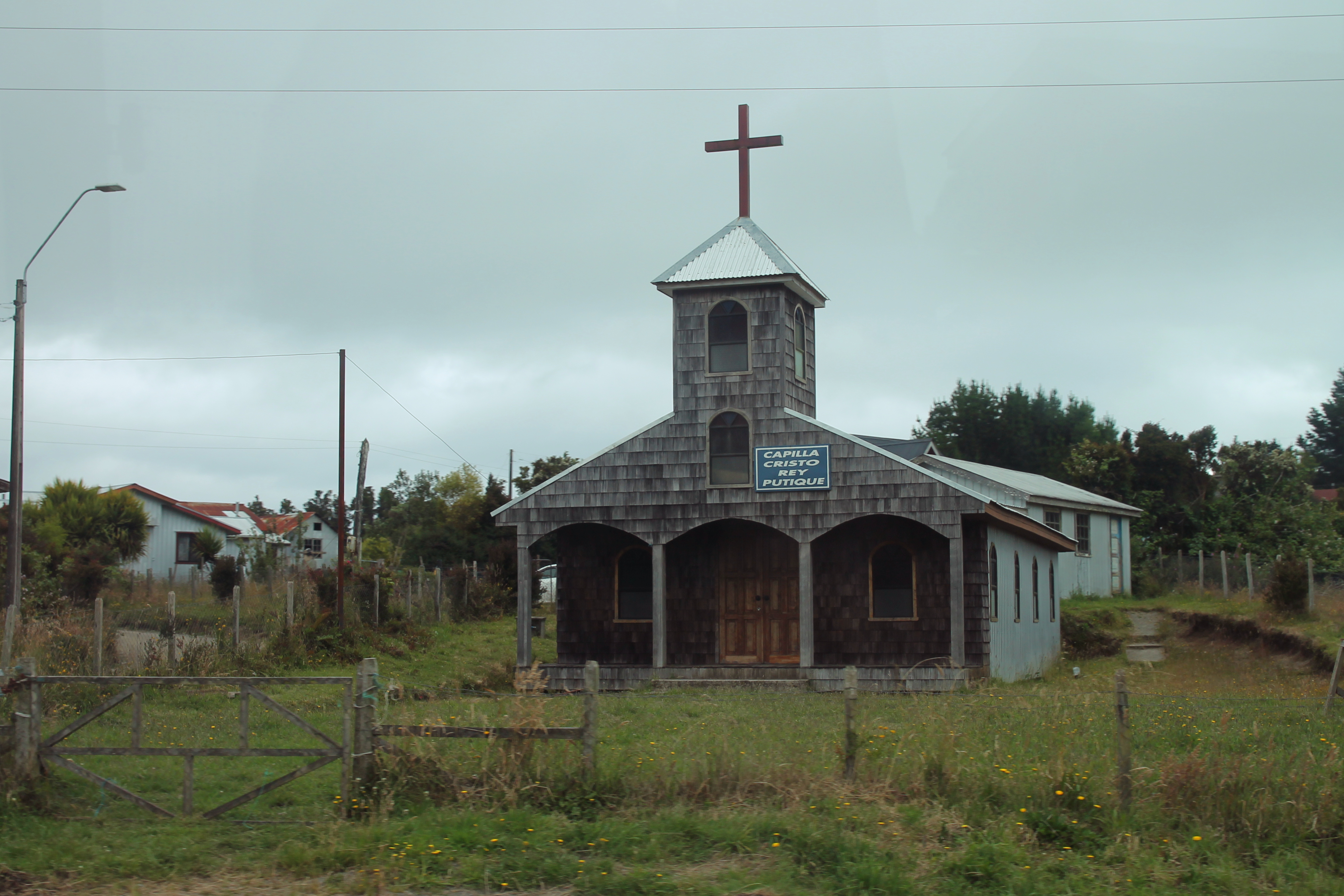
Kaple Krista Krále v osadě Putique na ostrově Quinchao
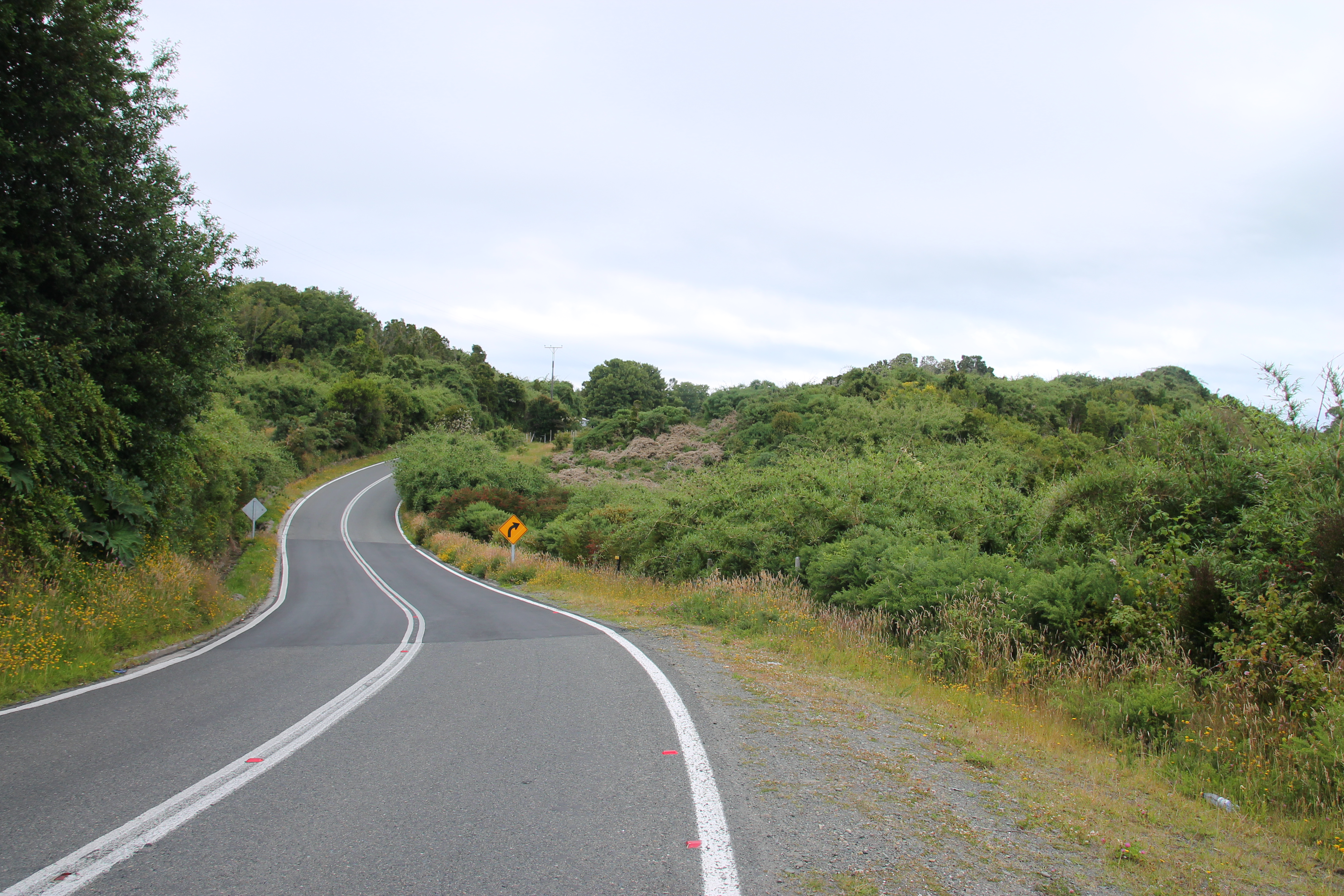
Silnice W-589
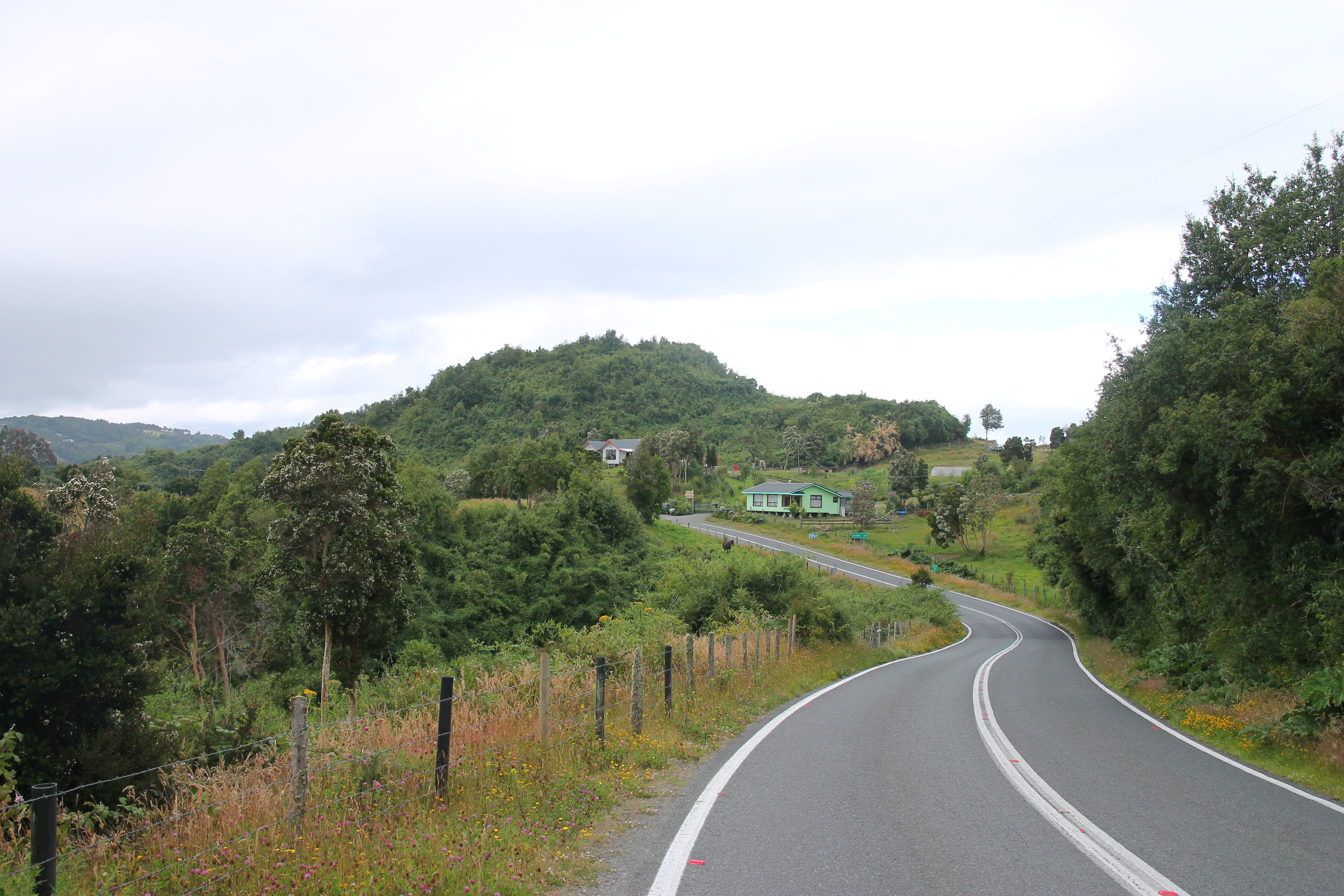
Silnice W-589
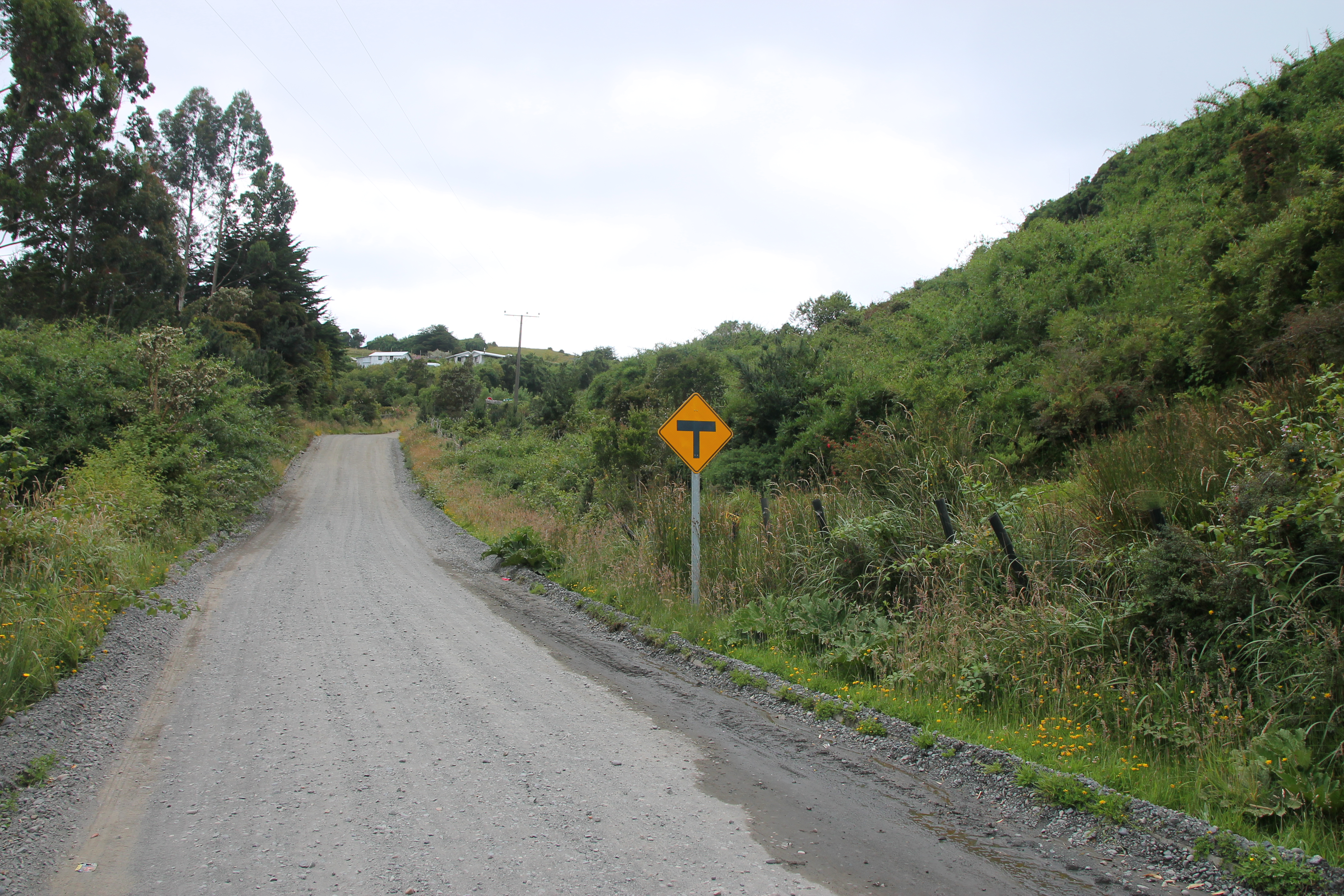
Cesta spojující Quinchao se silnicí W-589
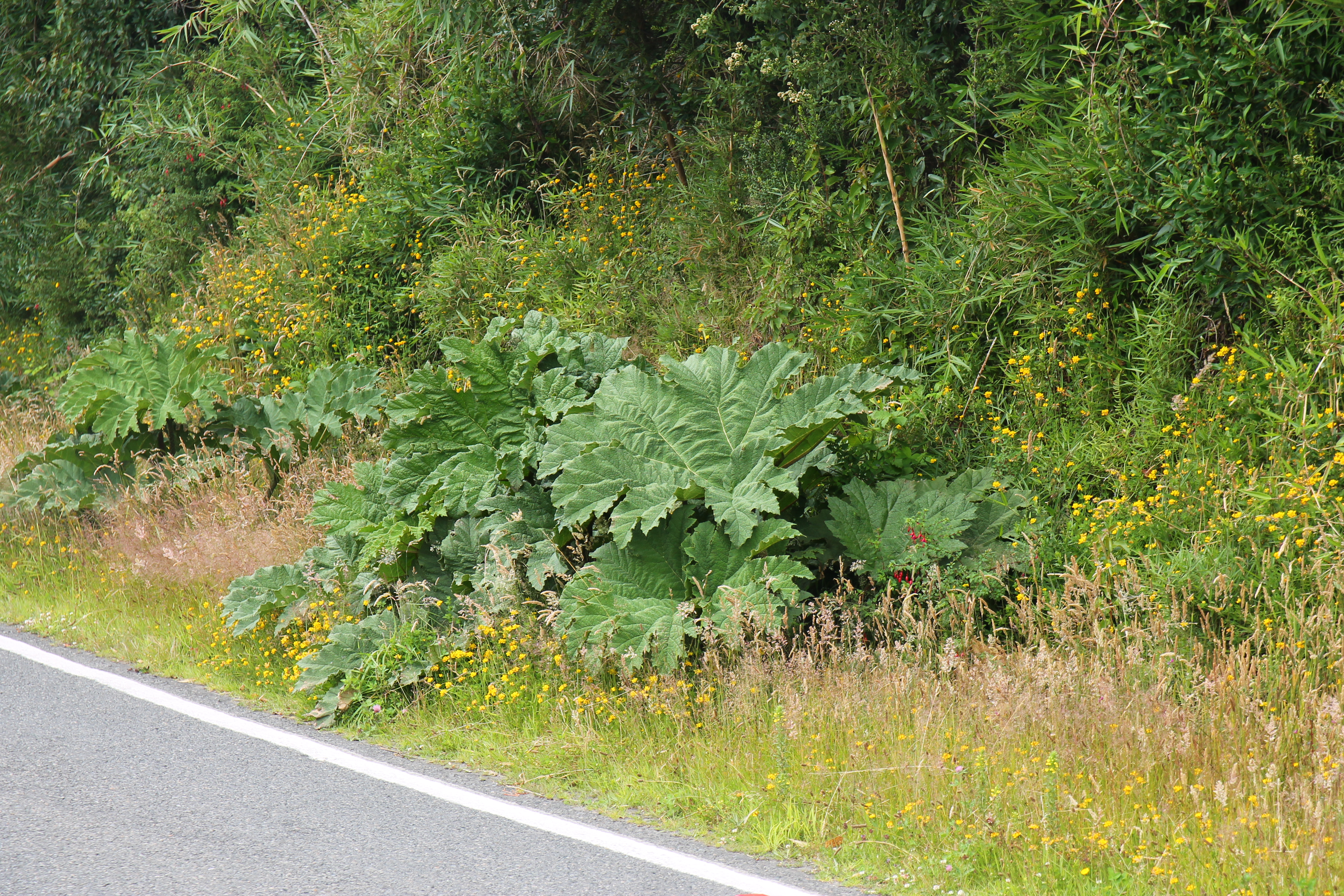
Barota chilská
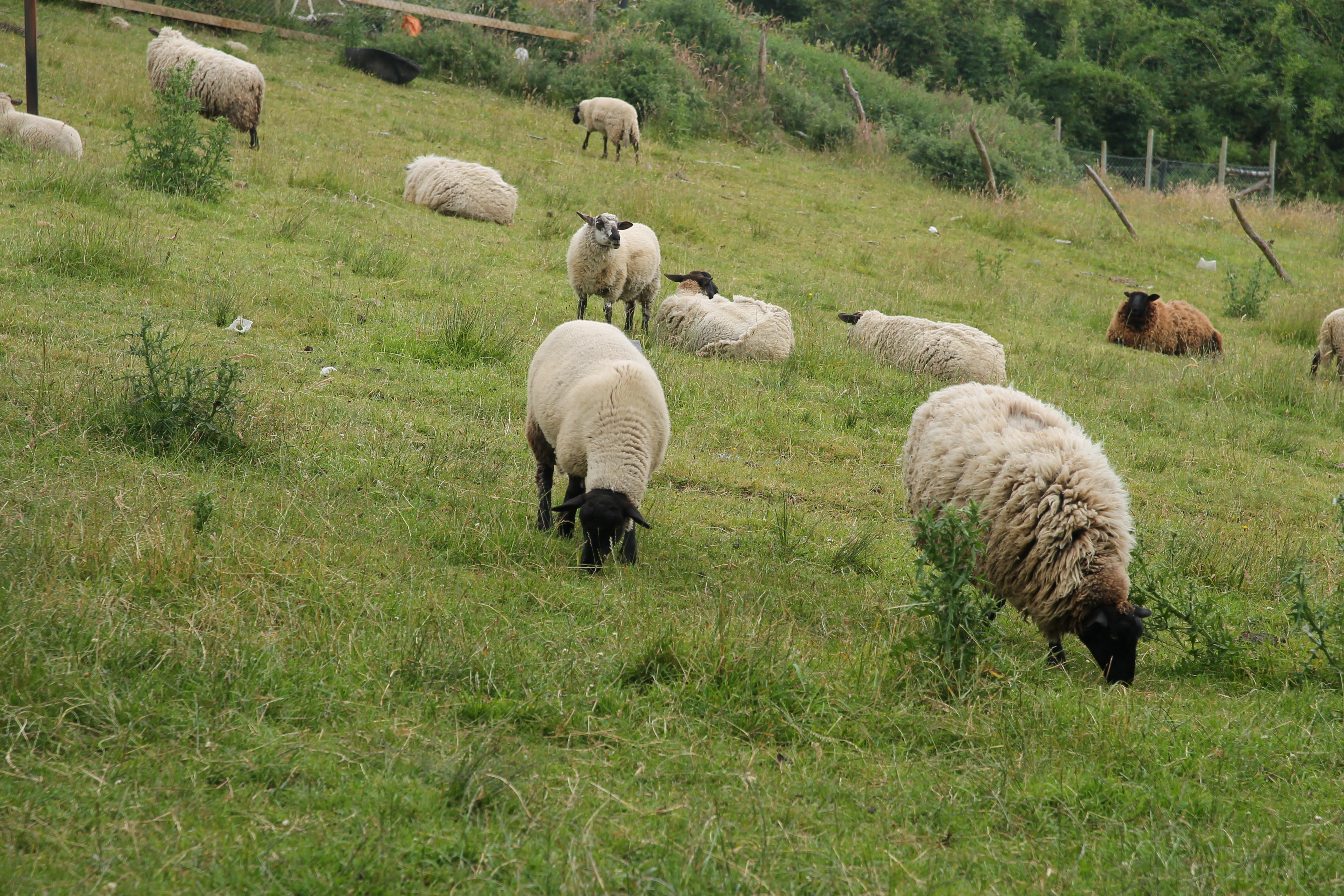
Pasoucí se ovce mezi Quinchaem a Achaem
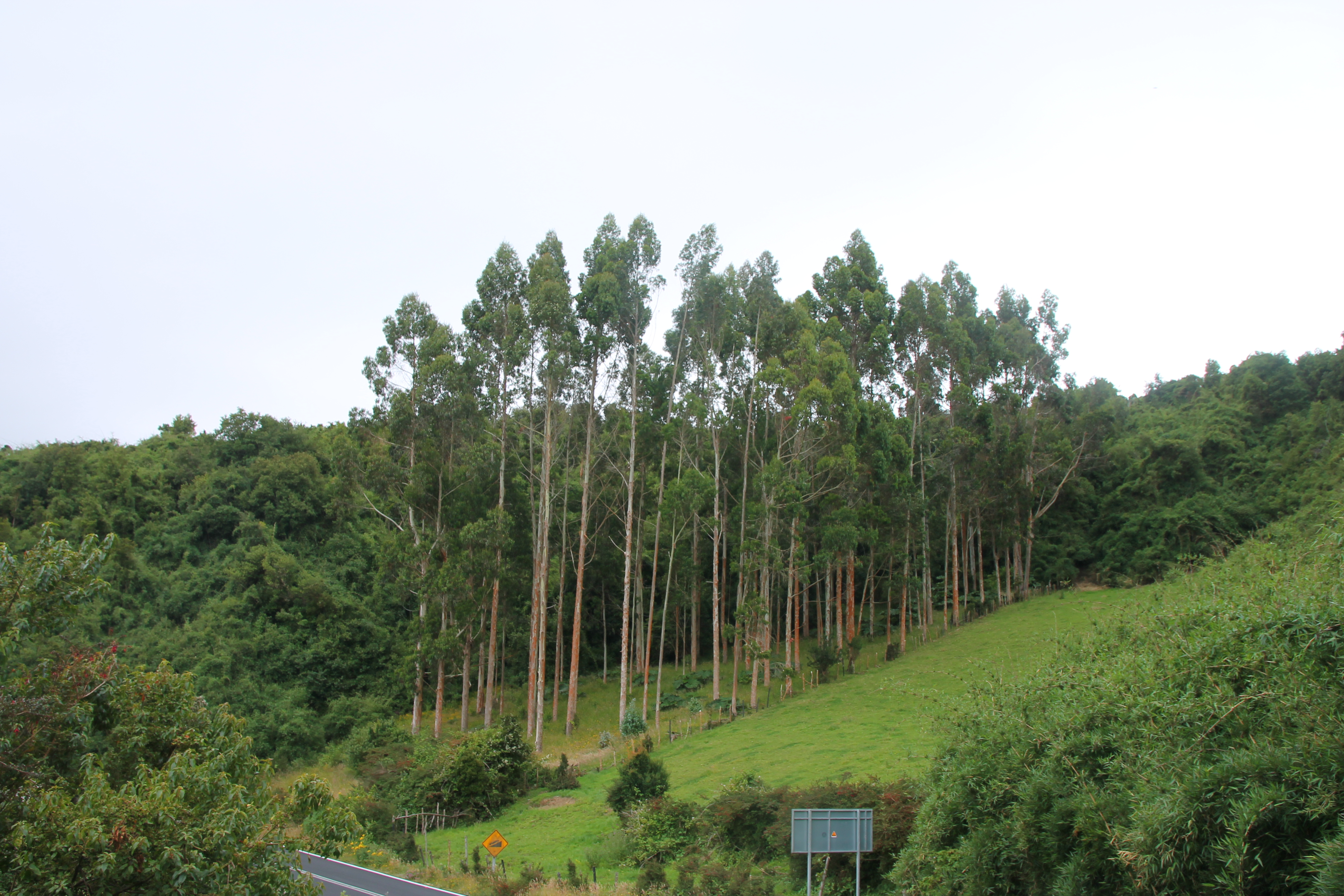
Eukalyptový les u Quinchaa
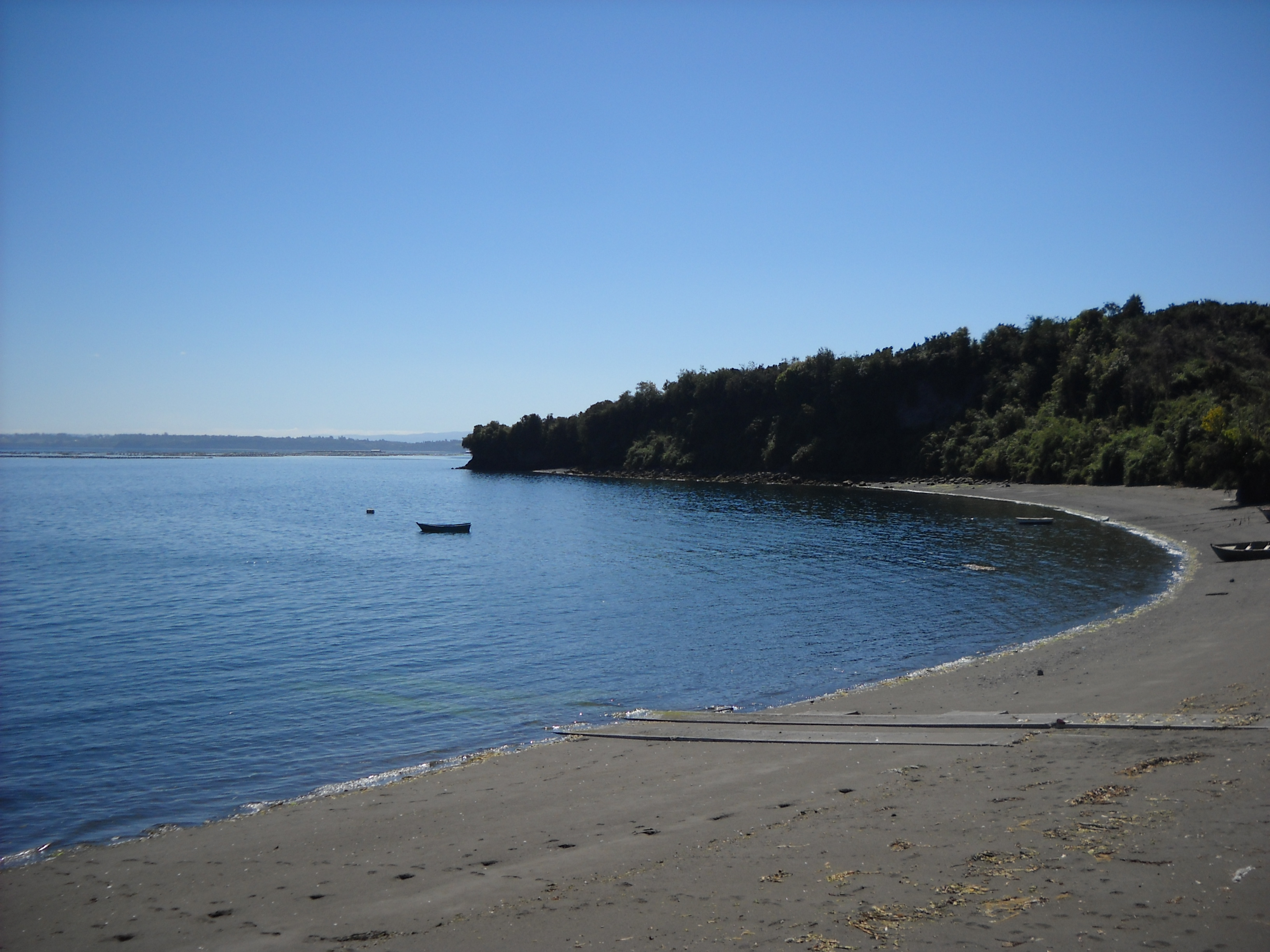
Nejjižnější bod na ostrově Quinchao – Chequián
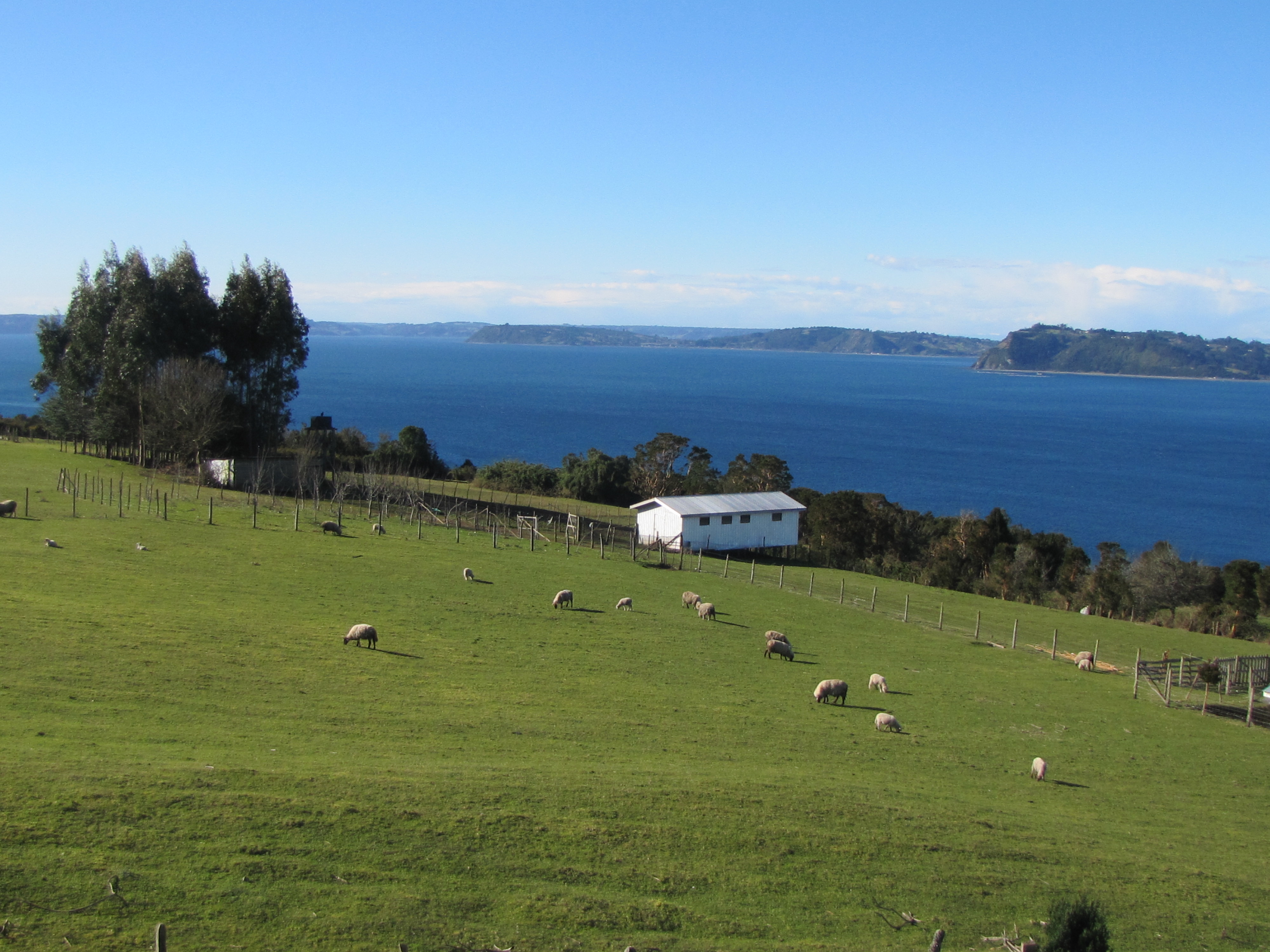
Ostrov Linlín